# ミンスク自動車工場
ミンスク自動車工場（ベラルーシ語: Адкрытaе Акцыянэрнaе Таварыства «Мінскі аўтамабільны завод» MAЗ / MAZ、ロシア語: Минский автомобильный завод、ロシア語ラテン翻字: Open JSC Minski Autamabilny Zavod、英語: Minsk Automobile Plant）は、ベラルーシ、ミンスクに本拠を置くベラルーシ最大の国営企業。東欧でも最大となるトラックメーカーの一社となる。
貨物自動車、バス、トロリーバス、特殊車両および軍用車両の開発と製造を行っており、独立国家共同体や国外では「MAZ マズ、マァズ」ブランドとして著名であり、世界45ヶ国に対し販売実績を残している。また、ミンスク自動車工場は法人格の権利を持つ独立した企業体となり、ベラルーシ政府が主導する生産組合であるベラートマズ・ホールディングス（кампаніяй холдынга «БЕЛАЎТАМАЗ» / BelavtoMAZ）の親会社となる。2014年12月27日、ベラルーシ政府は工業大臣であるディミトリ・ステヴァノヴィッチ・エカテリッチ（Дзмітрый Сцяпанавіч Кацярыніч / Dmitry Stepanovich Ekaterinich）をミンスク自動車工場の局長に任命している。

## 歴史

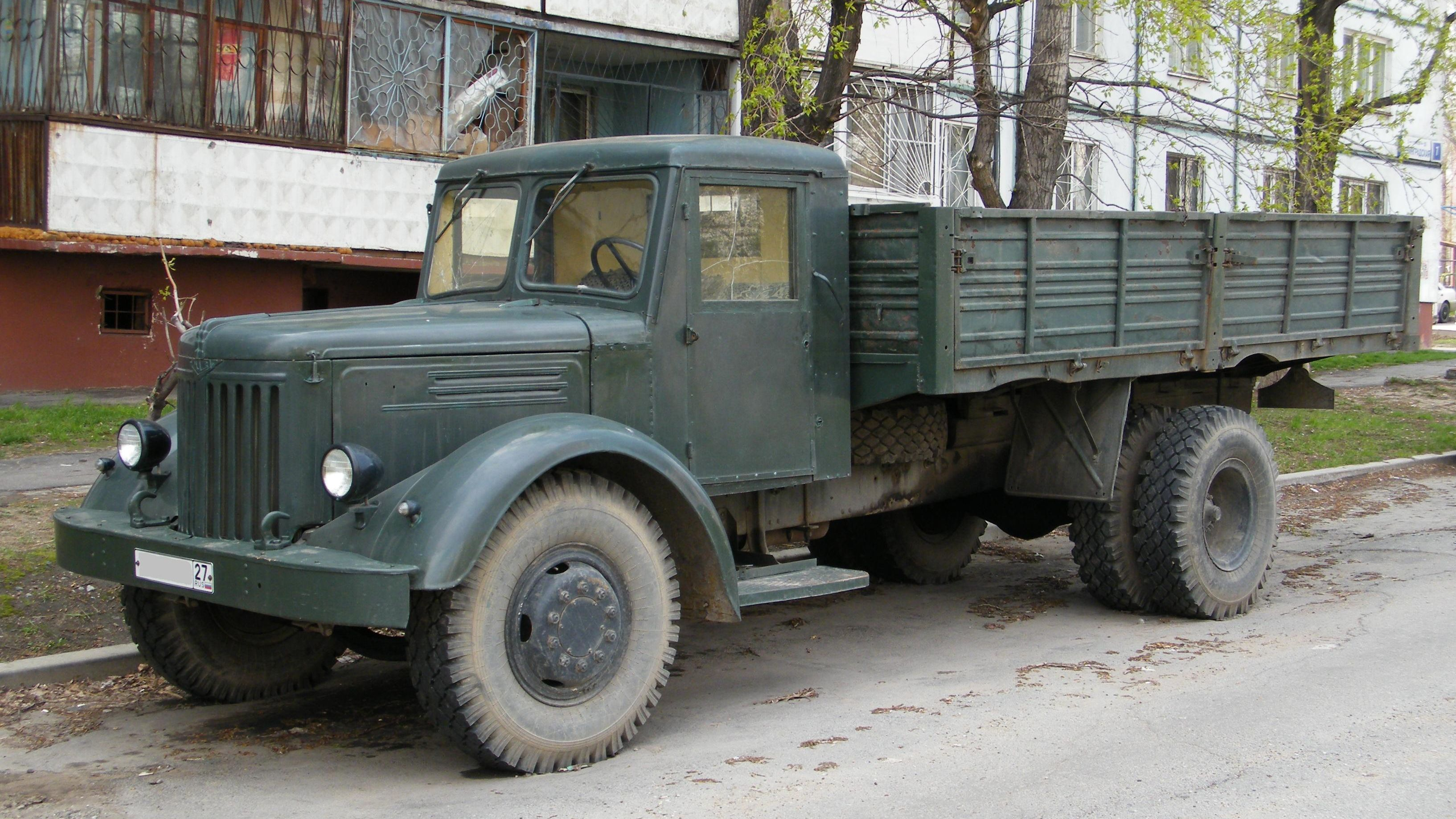
MAZ-200

第二次世界大戦中の1944年8月9日、ソ連国家防衛委員会の決議により設立される。工場の建設開始と同時にリースによって調達された部品により、GMCとスチュードベーカー製のトラックとなる「MAZ-200」の製造を開始しており、完成した車両は随時前線へと送られている。ヤロスラヴリ・ディーゼル自動車工場（YaMZ）で開発されたMAZ-200は、製造を中止する1946年までの間に18,174台を製造している。1946年の4月にはトレーラーの製造を開始している。
大戦後の1947年に車両製造を再開。YaMZが独自開発したディーゼルエンジンを搭載した新型6トンダンプトラックとなる「MAZ-500」を1948年2月に発表し、1965年に量産が開始されている。1950年の末まで工場が建設中であったため、大半の部品はYaMZから出荷されており、主にこの部品を使用した車両の組立と木製キャビンの製造のみを行っており、1951年に主要な工場が落成したことを受け本格的な製造が開始されている。新工場の稼働と共に大型車両の設計と開発を開始し、25トン積みのダンプやトラクター、航空機牽引用のトーイングカーなどの車両開発も行われている。この他に工場のみでなく、従業員用の宿舎、店舗、病院や映画館など社会インフラ整備も行われ、工場周辺地域に短期間で建設されている。また、この建設作業には多くのドイツ人捕虜が徴用されており、ベラルーシの労働者と共に建設作業に従事している。これら多くの建物が当時のまま現存しており、今日においても使用され続けられている。
1959年には総生産台数10万台を達成。
1988年、ドイツMAN製である360馬力のディーゼルエンジンを搭載した大型トラクター「MAZ-54326」および「MAZ-64226」を開発。トラック、特殊車両、軍用トラックなど様々な車両の製造を開始しており、1989年には通算100万台を達成。この頃には大型車両メーカーとして世界最大規模となっており、冷戦期も重なり、世界唯一のカテゴリーとなる8軸式大型特殊車両である輸送起立発射機「MAZ-543」の製造などで西側には強く印象付けられている。

### MAZ-MAN
1997年にドイツの大手トラックメーカーMANとの合弁企業「JSC MAZ-MAN」を設立。MANの大型トラックであるF90を流用した民間向け新型大型トラックの開発を開始し、1998年に発表を行っている。新型キャブの開発には高価な設備と広さが必要となるため、既存製品の流用を行うことで費用面での支出を抑えた新型車開発計画であった。4x2および6x4駆動方式を採用した国際市場を狙ったトラクターの輸出型であったが、欧州の排ガス規制が強化されたことでこの計画は失敗に終わっている。

### ソビエト崩壊
世界最大の大型車両メーカーであったが、ソビエト崩壊に伴い大きな市場を失ったことでMAZの生産量は激減し、民間向けのトラックやバスの製造へと方針を転換している。それまで培った製造技術を基に民生品への転用を行い、近代的なABSやASRなどの技術を取り入れた上、ドイツやアメリカのカミンズ、イギリスのパーキンスエンジンなどを採用した車両製造なども行っている。
1991年、MAZは主に軍用向けであった重トラック部門を分社化し、ミンスク・ホイール・トラクター工場を設立している。また同じミンスクの建設車両メーカーであるベラーズやロシアの大手トラックメーカーであるカマズとも協力関係にある。

### 2020年のベラルーシ大統領選挙
独裁体制を敷くアレクサンドル・ルカシェンコ大統領が6選目となる再選を果たしたことで、ベラルーシでは不正選挙への疑いから抗議活動が広がっており、MAZを含む多くの公企業でも反発の声やストライキなどの抗議活動が行われており、MAZも社として公式な抗議メッセージを公式ウェブサイトの一面に掲載している。これに対し政府側はストライキを計画した責任者の検挙を行うなど弾圧を強めており、対立候補であったスヴェトラーナ・チハノフスカヤは平和的なデモの呼びかけを行っている。

## モータースポーツ

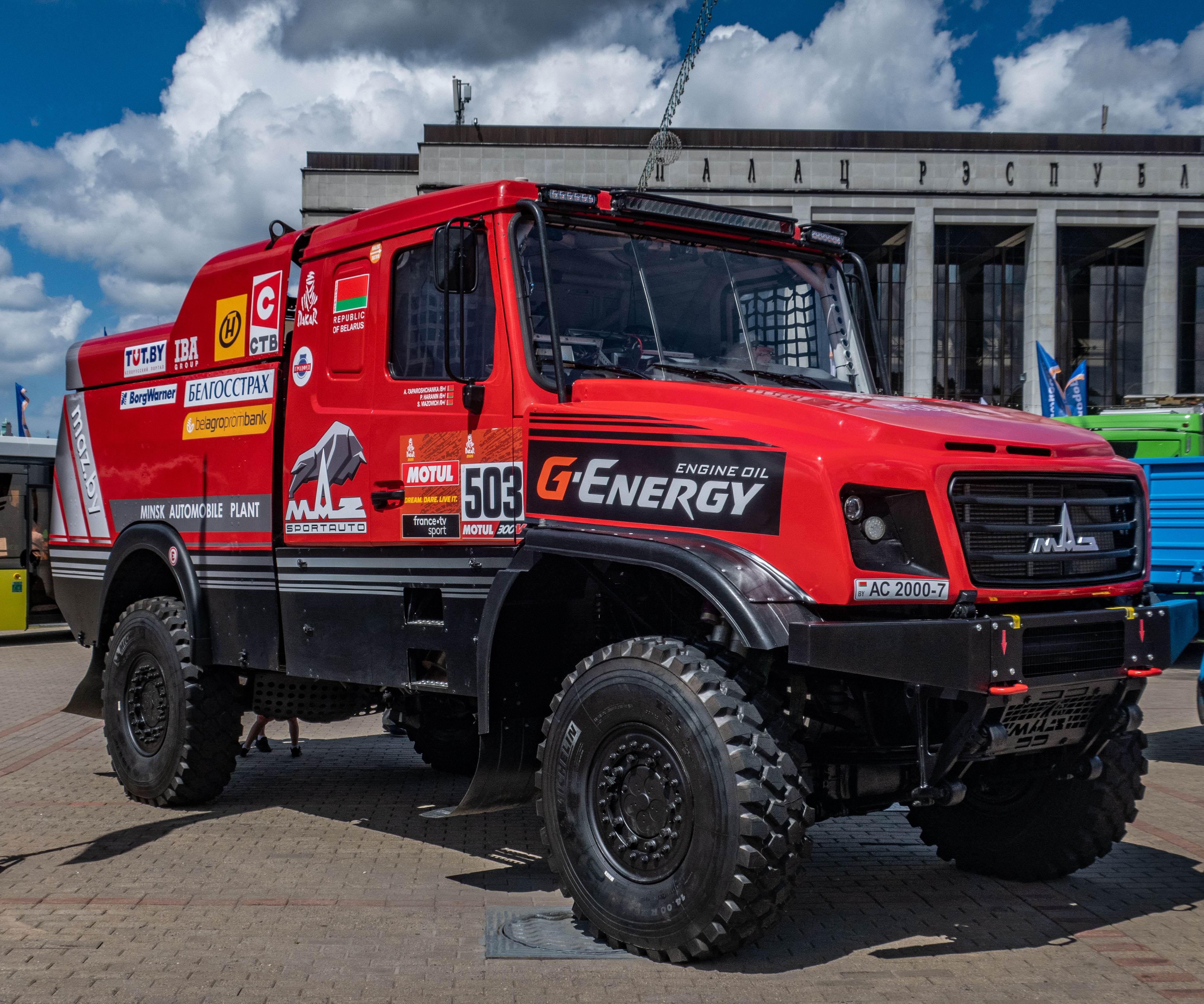
ベラルーシのイベントで展示されたMAZ-6440RR

ラリーレイド部門である「MAZ-SPORTauto」チームを擁しており、競技専用車両となる「MAZ-5309RR」を開発。2010年のシルクウェイ・ラリーから参戦を開始しており、その後、ダカール・ラリーにも参加している。2018年にトルクメニスタンで開催されたトルクメン・デザートレースでは優勝を収めている。
2020年のダカールラリーでは従来のキャブオーバーから初となるコンベーショナル型（ボンネット形状）「MAZ-6440RR」に変更し、シアルヘイ・ヴァイアゾヴィッチのドライブでカマズ勢に次ぐ3位入賞を収めている。初期車両はYaMZやロシアのツタエフ製エンジンが搭載されていたが、第五世代以降、タトラを運用するチェコのレーシングコンストラクターのバギーラ・レーシング製のエンジンが搭載されている。

### トラック・トレーラー

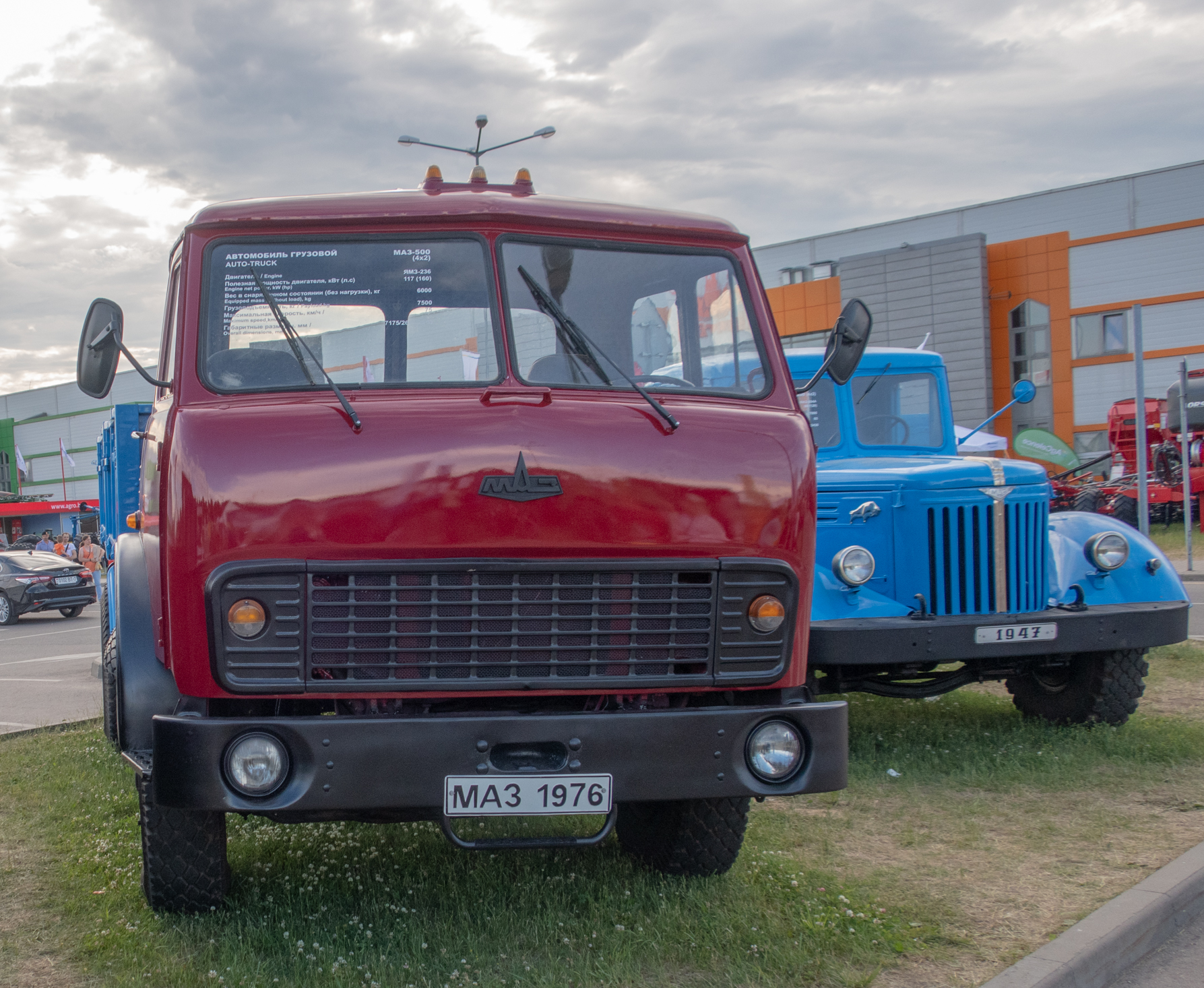
MAZ-500（手前）とMAZ-200（奥）

## 製品

### 乗用車
- MAZ-1500

### トラック・トレーラー[9]
- MAZ-200
- MAZ-200V
- MAZ-205
- MAZ-500/MAZ-500AMAZ-500（手前）とMAZ-200（奥）

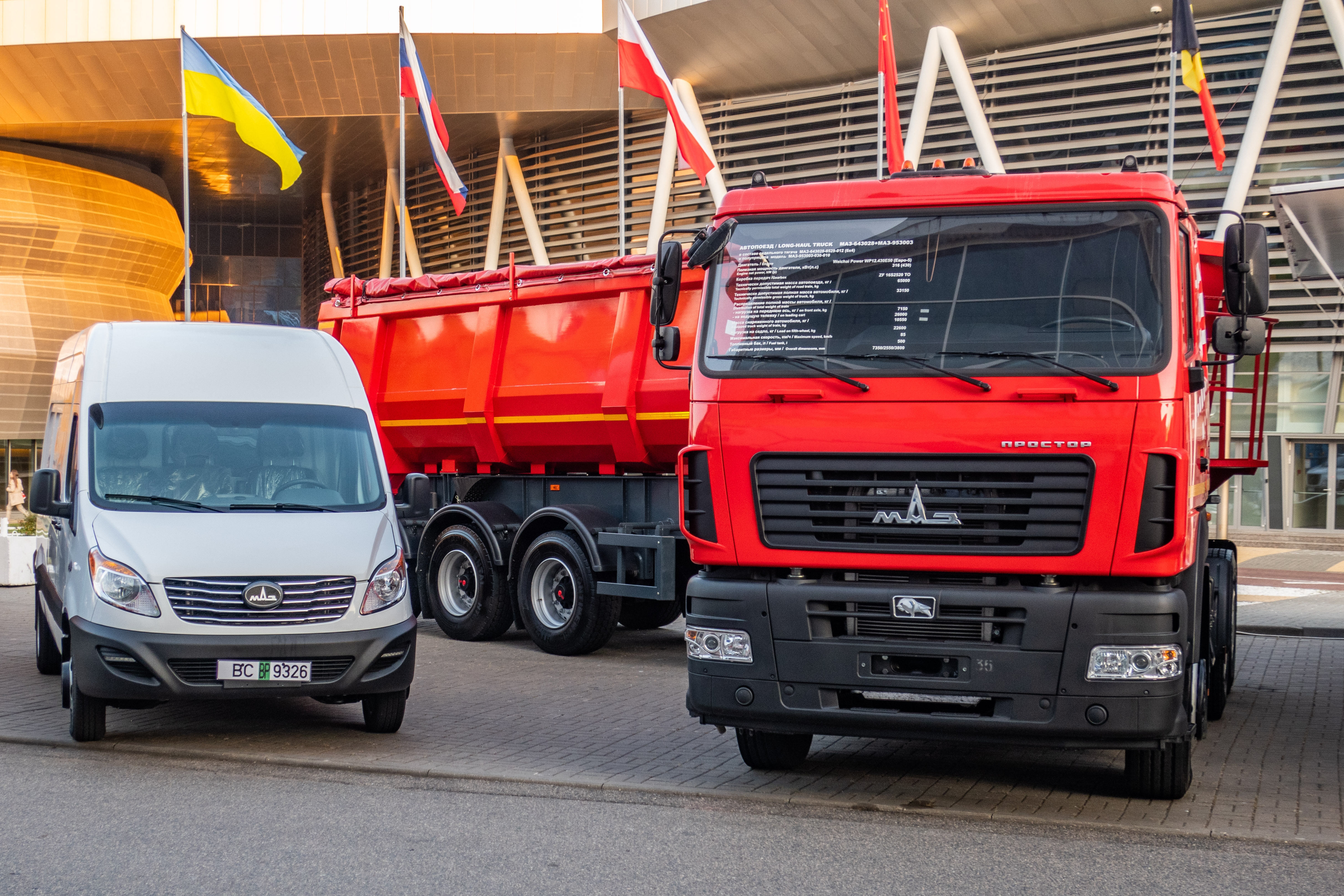
ベラルーシの展示会で展示されたMAZ-643028とMAZ-3650

- MAZ-501
- MAZ-501V
- MAZ-502
- MAZ-502V
- MAZ-503/MAZ-503A
- MAZ-504/MAZ-504A
- MAZ-505
- MAZ-506
- MAZ-509
- MAZ-510
- MAZ-511
- MAZ-512/MAZ-500C
- MAZ-513/MAZ-500YU
- MAZ-514
- MAZ-515
- MAZ-516
- MAZ-520
- MAZ-525
- MAZ-528
- MAZ-529
- MAZ-530
- MAZ-532
- MAZ-535
- MAZ-537
- MAZ-538
- MAZ-541
- MAZ-543/MAZ-7310
- MAZ-547/MAZ-7916
- MAZ-2000
- MAZ-3650ベラルーシの展示会で展示されたMAZ-643028とMAZ-3650

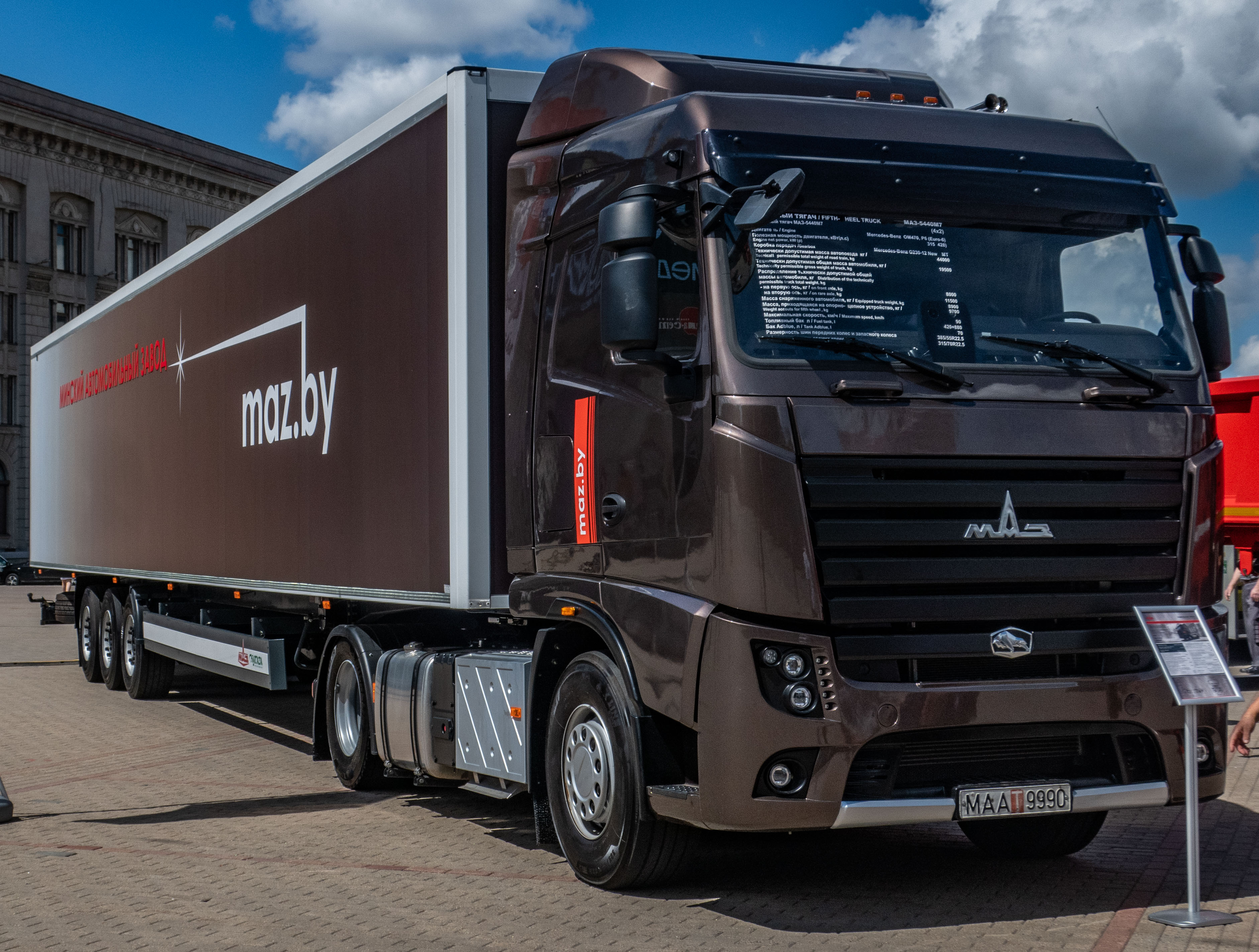
新型MAZ-5440M7

- MAZ-4370
- MAZ-4371
- MAZ-4380
- MAZ-4471
- MAZ-4570
- MAZ-5309
- MAZ-5316
- MAZ-5334
- MAZ-5335
- MAZ-5336
- MAZ-5337
- MAZ-5340
- MAZ-5428
- MAZ-5429
- MAZ-5430
- MAZ-5432
- MAZ-5433
- MAZ-5434
- MAZ-5440新型MAZ-5440M7

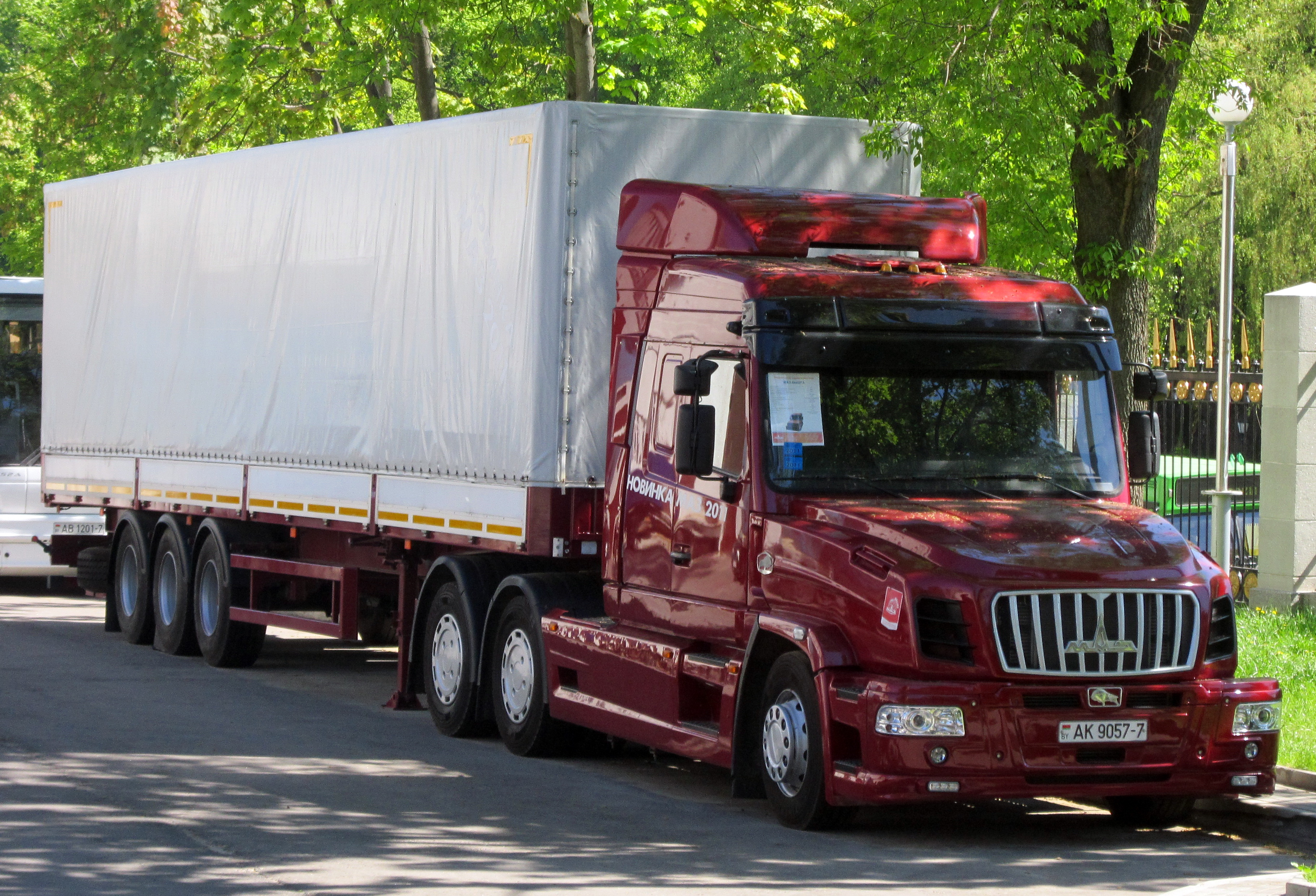
MAZ-6440

- MAZ-5442
- MAZ-5516
- MAZ-5549
- MAZ-5550
- MAZ-5551
- MAZ-6303
- MAZ-6310
- MAZ-6312
- MAZ-6317
- MAZ-6417
- MAZ-6418
- MAZ-6422
- MAZ-6425
- MAZ-6430
- MAZ-6440MAZ-6440
- MAZ-6501
- MAZ-6502
- MAZ-6516
- MAZ-6517
- MAZ-7410
- MAZ-7906
- MAZ-7907
- MAZ-7910
- MAZ-7922
- MAZ-79221

### バス

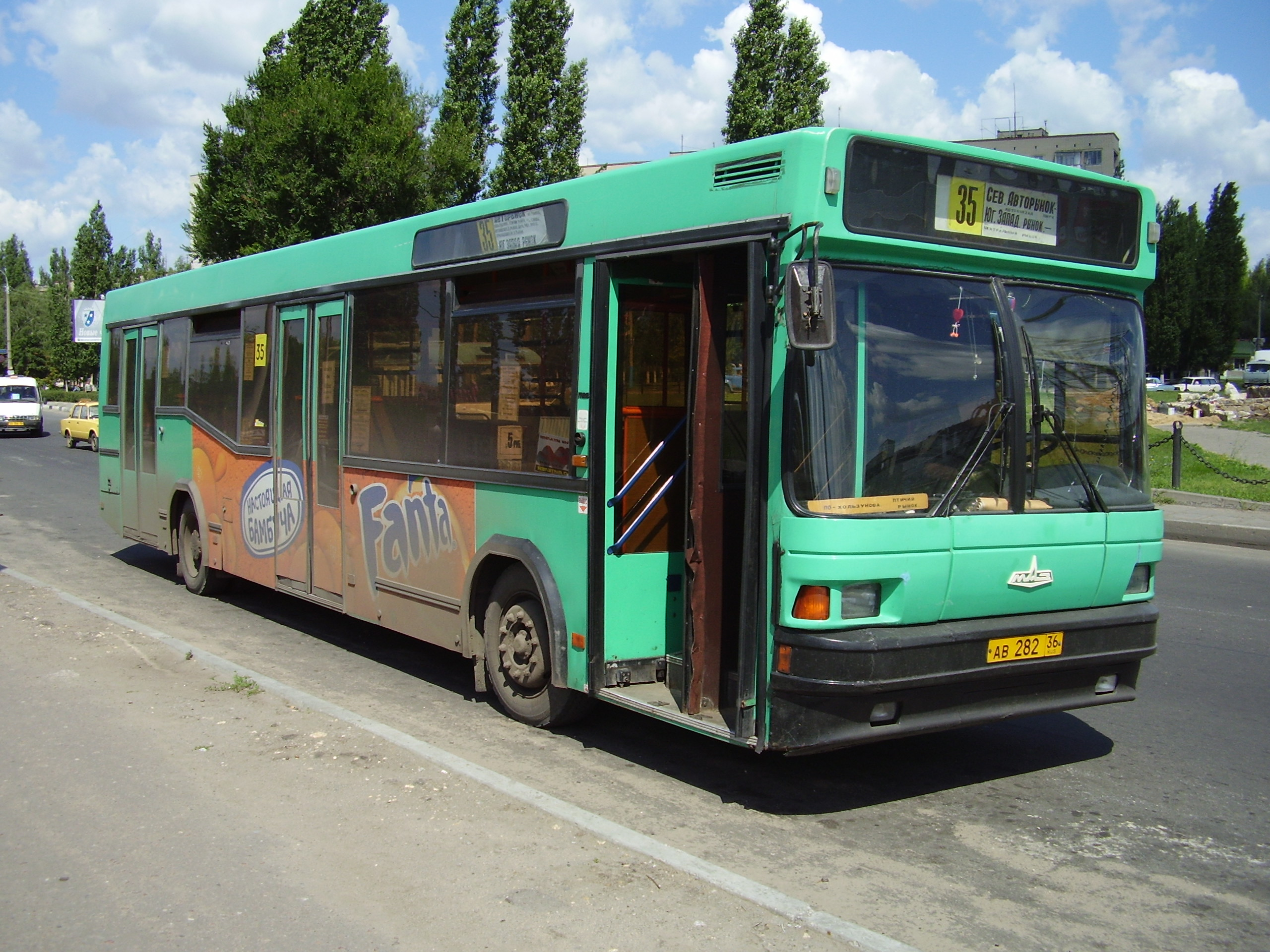
MAZ-104

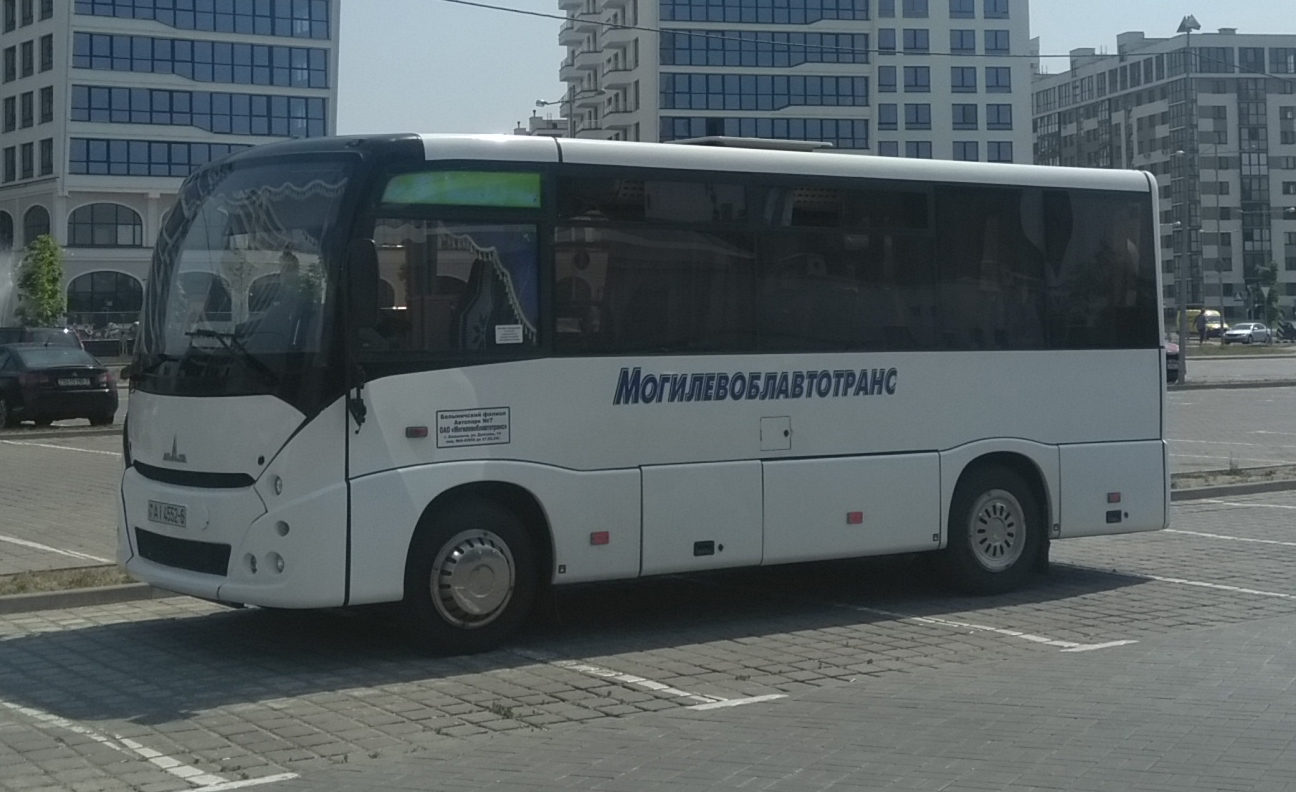
MAZ-241

### その他

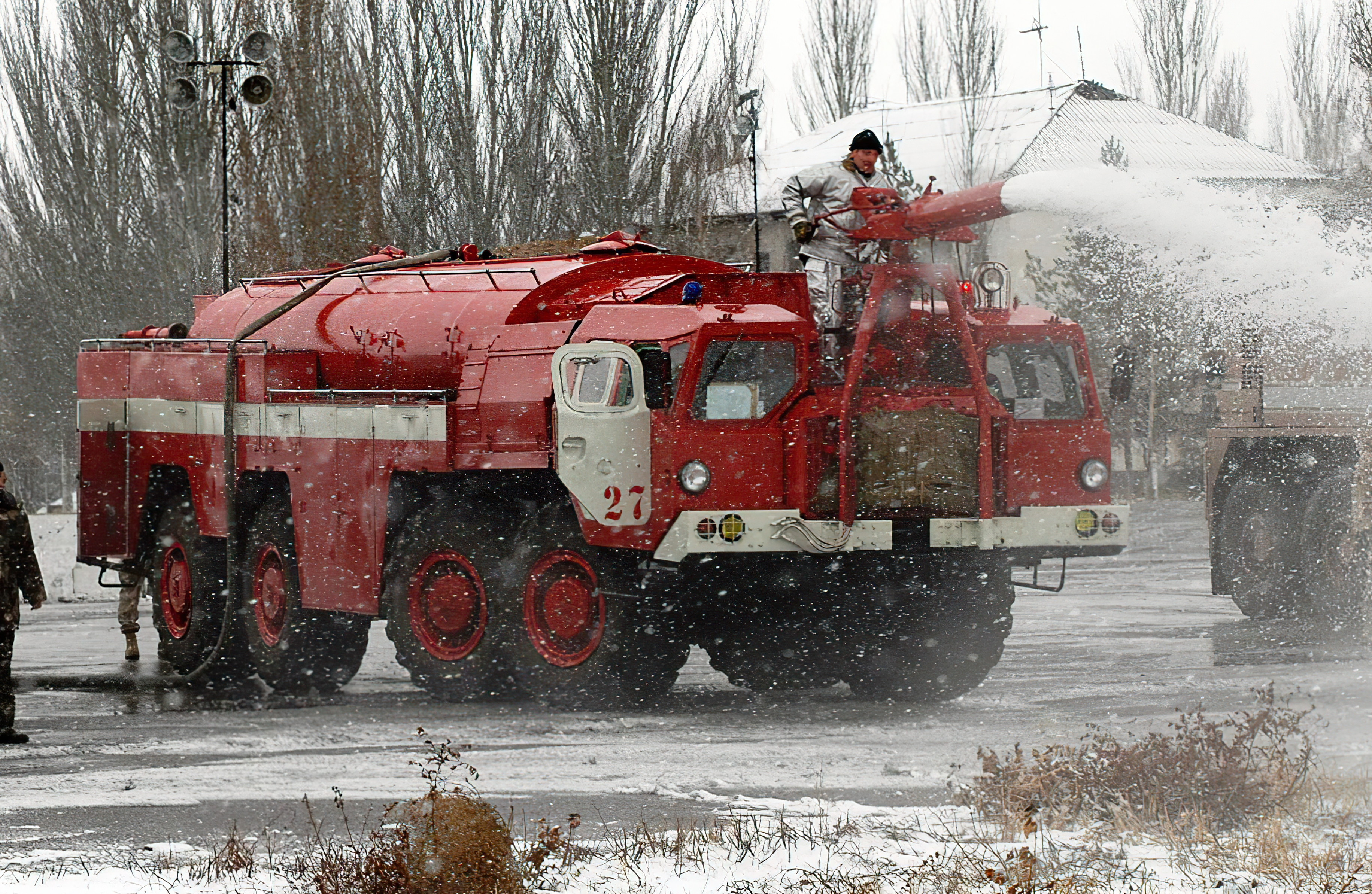
MAZ-543 大型消防車

### バス[10]
- MAZ-101
- MAZ-103
- MAZ-103T
- MAZ-104MAZ-104
- MAZ-105
- MAZ-107
- MAZ-152
- MAZ-163
- MAZ-171
- MAZ-203
- MAZ-203T
- MAZ-205
- MAZ-206
- MAZ-207
- MAZ-215
- MAZ-216
- MAZ-226
- MAZ-231
- MAZ-241MAZ-241
- MAZ-251
- MAZ-256
- MAZ-257
- MAZ-271
- MAZ-281
- MAZ-303

### その他[11]
- MAZ-535/MAZ-537
- MAZ-543/MAZ-7310MAZ-543 大型消防車
- MAZ-547/MAZ-7916
- MAZ-7904
- MAZ-7906/MAZ-7907
- MAZ-7912/MAZ-7917

## 画像

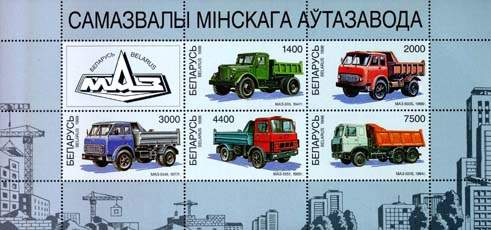
1998年、切手の図柄に採用されたMAZ車両
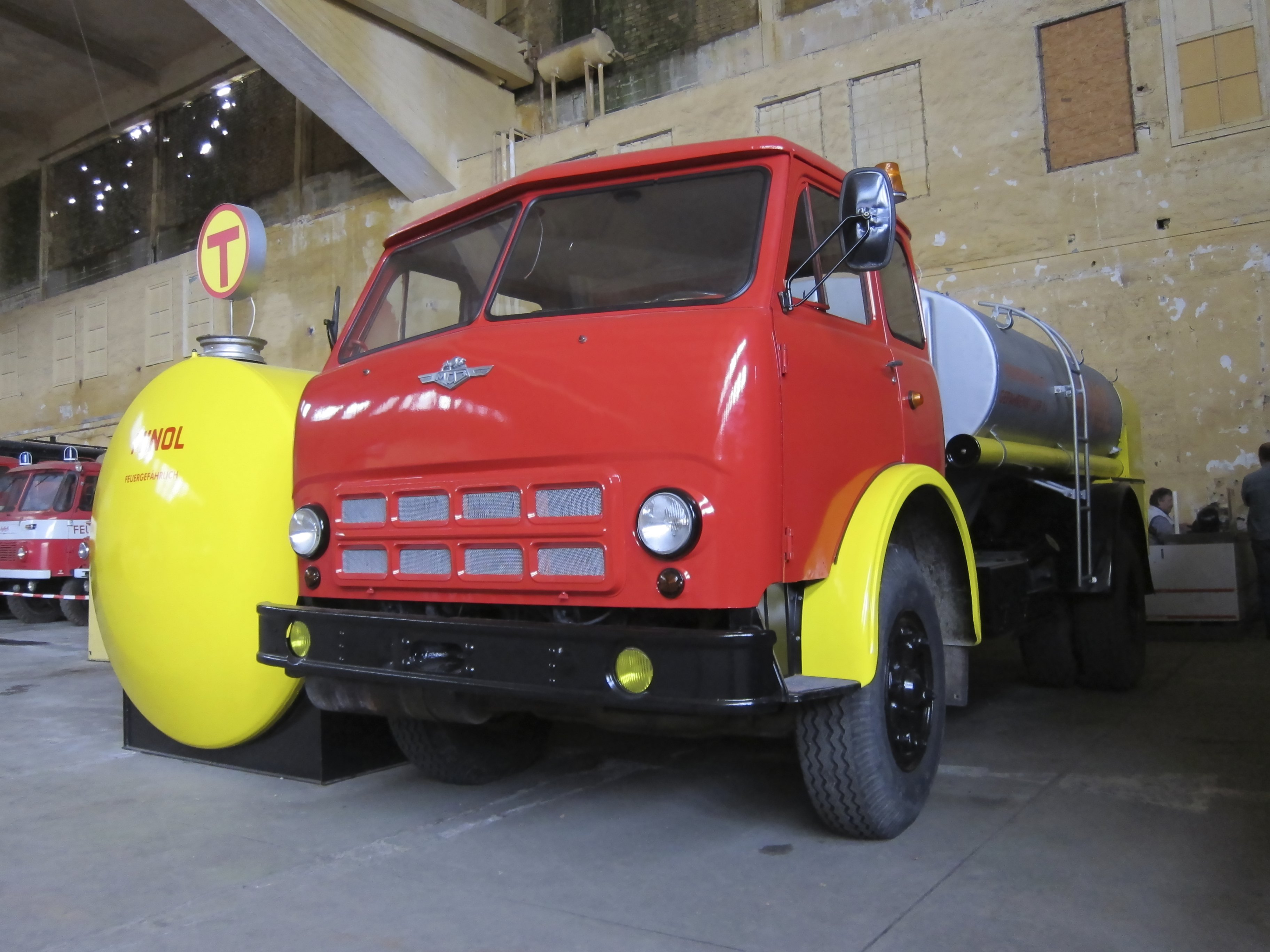
MAZ-500
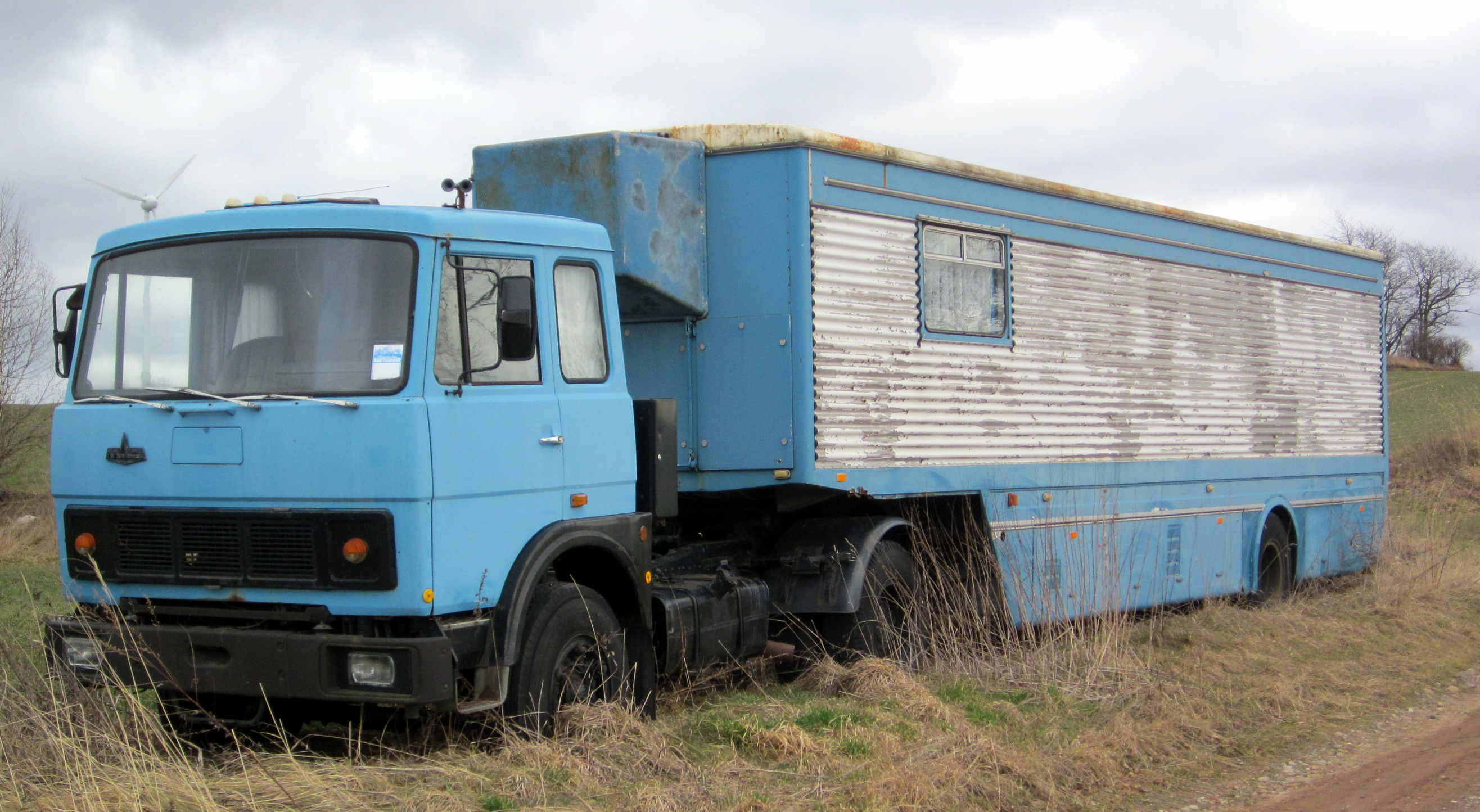
MAZ-6422/5432-series
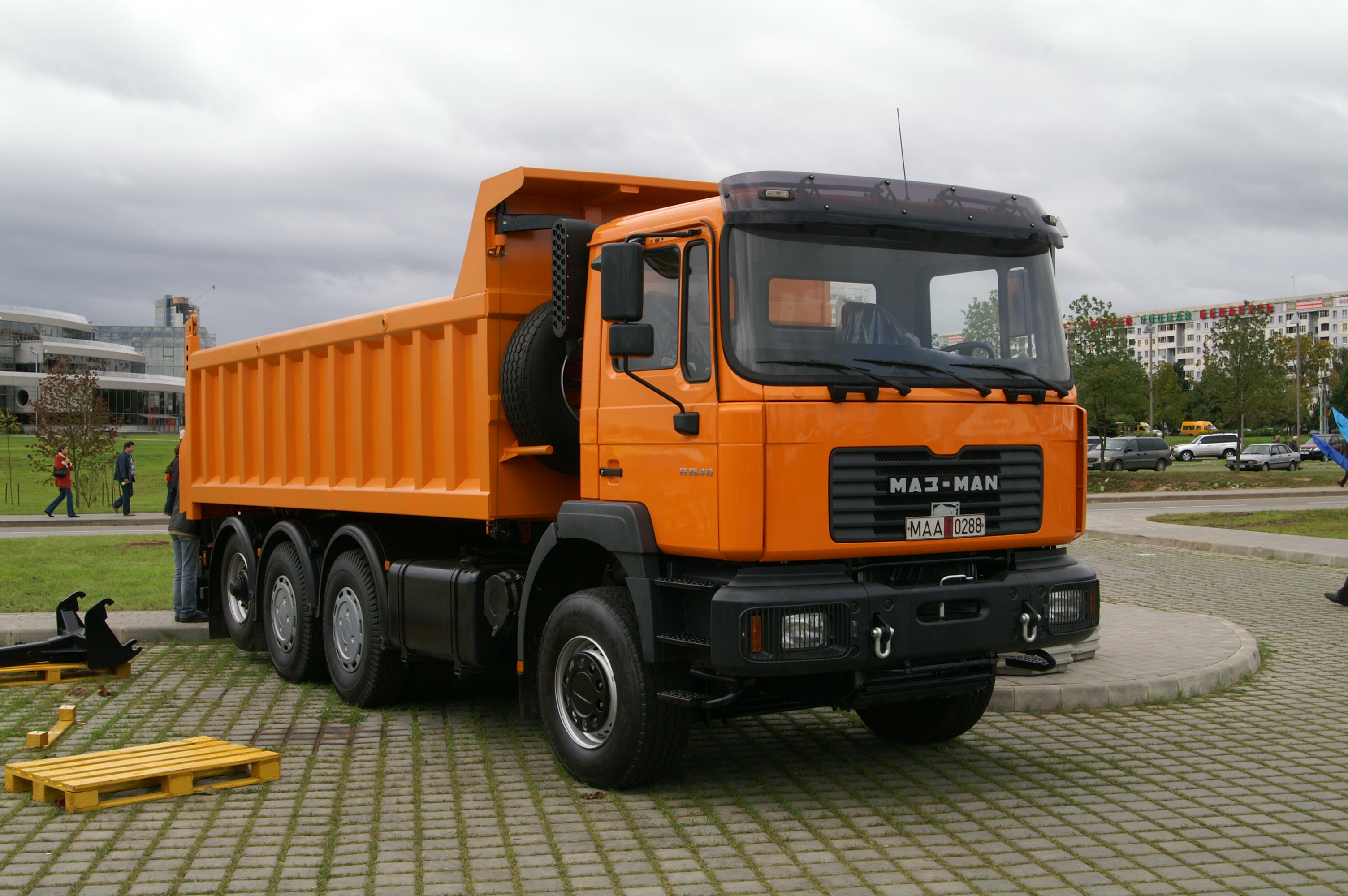
MAZ-MAN製のダンプトラック
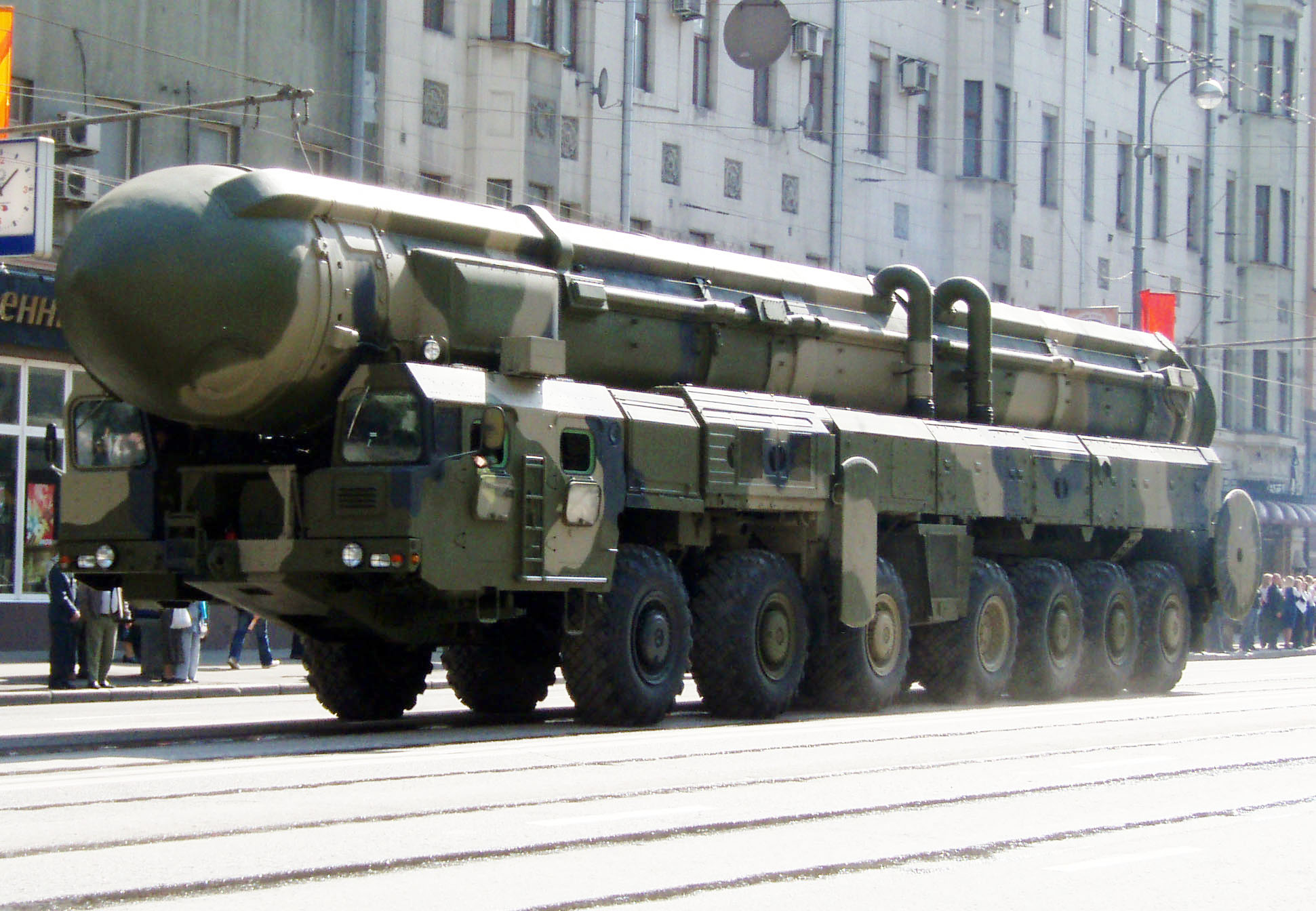
MAZ-7917
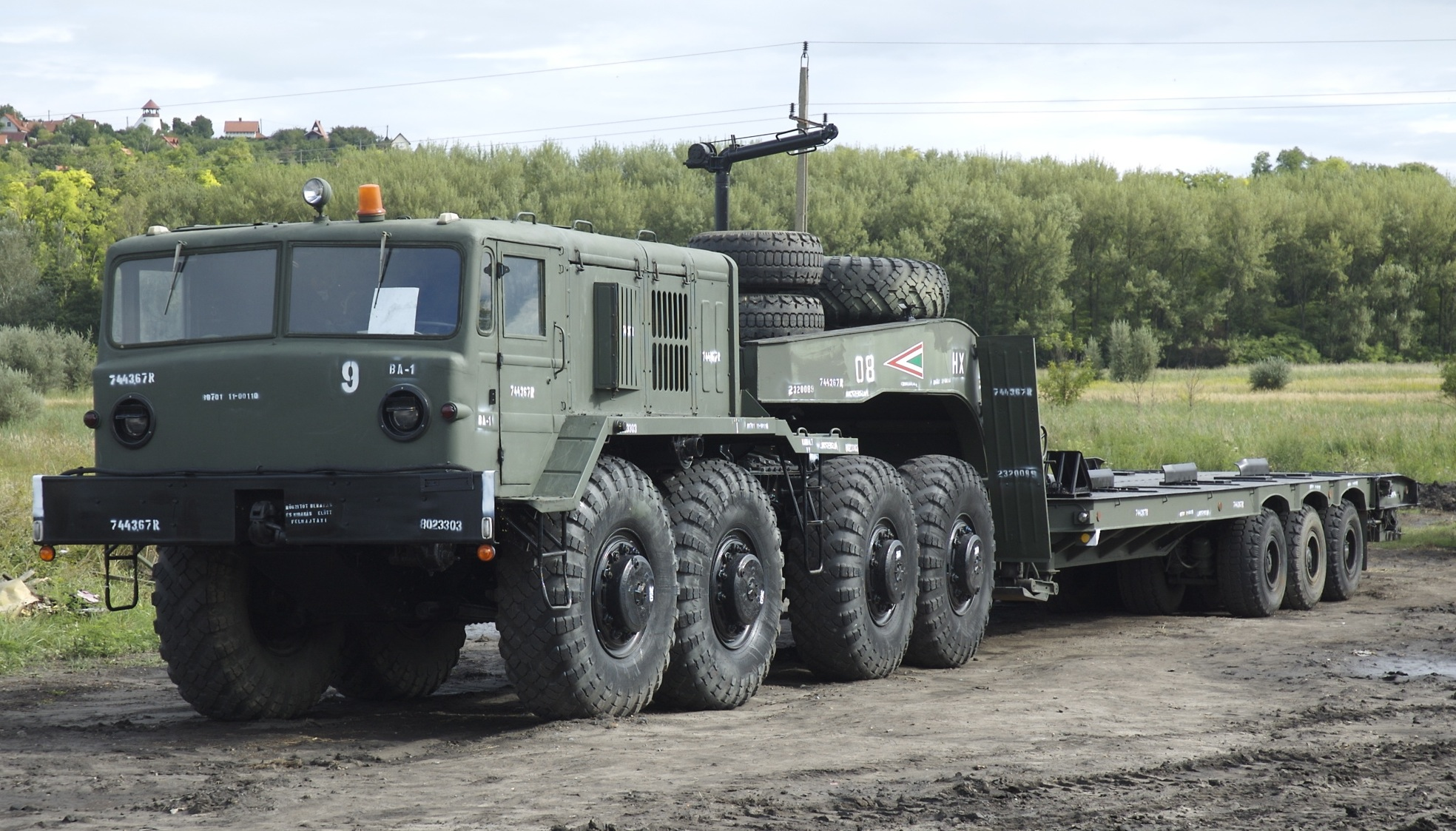
MAZ-537G 戦車回送車